# Aymee Altena
Aymee Altena (Sneek, 24 november 2008) is een voetbalspeelster uit Nederland. Ze speelt als aanvaller voor sc Heerenveen in de Vrouwen Eredivisie.

## Carrière
Altena werd geboren in Sneek en begon met voetballen bij LSC 1890. Ze doorliep de jeugdopleiding van sc Heerenveen. In het seizoen 2023/24 wist ze in de beloftenploeg van sc Heerenveen actief in de Eerste divisie elf keer tot scoren te komen in 22 wedstrijden. In mei 2024 werd Altena beloond met haar eerste overeenkomst bij sc Heerenveen. Doordat ze vijftien jaar oud was, was ze nog te jong om te mogen debuteren voor de hoofdmacht van de Friezinnen.
Sinds de voorbereiding op het seizoen 2024/25 trainde Altena mee met de eerste selectie van sc Heerenveen. Altena maakte op 24 november 2024, de dag dat ze zestien jaar oud werd, haar debuut voor sc Heerenveen door in een uitwedstrijd tegen AZ in de 91e minuut in te vallen voor Evi Maatman. In de volgende maand maakte Altena op 21 december 2024 haar basisdebuut voor de Friezinnen in een uitwedstrijd tegen PEC Zwolle. Ze luisterde haar basisdebuut op met haar eerste doelpunt voor sc Heerenveen in de 61e minuut. Altena tekende in februari 2025 haar eerste profcontract in Heerenveen. Ze zette haar handtekening onder een verbintenis tot 30 juni 2027.

## Statistieken
| Seizoen | Club          | Competitie | Competitie | Competitie | Beker | Beker | Overig | Overig | Totaal | Totaal |
| Seizoen | Club          | Competitie | Wed.       | Dlp.       | Wed.  | Dlp.  | Wed.   | Dlp.   | Wed.   | Dlp.   |
| ------- | ------------- | ---------- | ---------- | ---------- | ----- | ----- | ------ | ------ | ------ | ------ |
| 2024/25 | sc Heerenveen | Eredivisie | 13         | 2          | 2     | 0     | 0      | 0      | 15     | 2      |
| Totaal  | Totaal        | Totaal     | 13         | 2          | 2     | 0     | 0      | 0      | 15     | 2      |

Bijgewerkt t/m 22 april 2025.

## Interlandcarrière
Altena komt sinds 2024 als jeugdinternational uit voor Nederland -17.